# Ataque al metro de Nueva York de 2022
El ataque al metro de Nueva York de 2022 se produjo el martes 12 de abril de 2022, alrededor de las 8:30 a. m., en el cual al menos trece personas recibieron disparos en la estación de la Calle 36 en Sunset Park, Brooklyn. El acusado, Frank R James fue arrestado en Nueva York y es acusado de varios delitos entre ellos terrorismo federal, el pistolero vestía un chaleco naranja de construcción y una máscara antigás, y empleó un dispositivo de humo como parte del ataque.
El Departamento de Bomberos de la Ciudad de Nueva York recuperó «varios dispositivos sin detonar» de la escena del tiroteo.

## Ataque
A las 6:15 a. m. EDT del 12 de abril de 2022, un circuito cerrado capturó imágenes de un hombre que coincidía con la descripción de James, quien salió de una camioneta de la comppañía de mudanzas U-Haul a dos cuadras de una estación de tren en la misma línea de metro donde tuvo lugar el ataque.
A las 8:24 a. m., varias personas recibieron disparos en un tren N en dirección norte en el metro de la ciudad de Nueva York en Sunset Park, Brooklyn. Después de que el tren salió de la estación de la calle 59 en la línea de la Cuarta Avenida, el atacante se puso una máscara antigás, arrojó dos granadas de humo al piso de un vagón de tren y abrió fuego con una pistola Glock 17 de 9 mm. cuando el tren se acercaba a la estación de la calle 36. Disparó al menos 33 tiros y huyó de la escena después del ataque.
Cuando el tren se detuvo en la calle 36, los pasajeros heridos desembarcaron en el andén y llamaron a la policía a la estación a las 8:30 a. m.. Un pasajero que esperaba el metro afirmó que vio «calamidad» cuando la puerta del metro se abrió debido al humo, la sangre y los gritos. Las imágenes de la evacuación del tren subterráneo fueron filmadas por un pasajero en un vagón adyacente y rápidamente publicadas en las redes sociales y sitios de noticias. Las imágenes mostraban el caos de la evacuación con muchas personas ayudando a los pasajeros heridos, gritando sobre los detalles del tiroteo y solicitando servicios de emergencia.
Un anuncio del conductor en el tren R al otro lado de la plataforma instó a los pasajeros en la plataforma en dirección norte a abordar ese tren. Cuando el tren llegó a la estación de la calle 25, se quedó quieto y los agentes de policía ordenaron a los pasajeros que abandonaran la estación. En respuesta, muchos ciclistas comenzaron a correr hacia las salidas presas del pánico, hiriendo a más personas. Los transeúntes del tren atendieron a tres personas heridas en uno de los vagones hacia el frente del tren.
El Departamento de Bomberos de la Ciudad de Nueva York (FDNY) llegó a la estación de la calle 36, respondiendo inicialmente a los informes de humo en la estación.

## Investigación
Keechant Sewell, comisionada de policía de la ciudad de Nueva York, dijo el día del ataque que el incidente no estaba siendo investigado como un ataque terrorista en ese momento. Ella no descartó la posibilidad, diciendo que el ataque estaba bajo investigación. Investigadores del FBI, la ATF y HSI se presentaron en la escena junto con la policía de Nueva York. Los esfuerzos de investigación se vieron obstaculizados por la falta de cámaras de seguridad en funcionamiento en tres estaciones de metro. La policía obtuvo una imagen del sospechoso del video del teléfono celular de un transeúnte. Se ofreció una recompensa de USD 50 000 por información que conduzca al arresto del sospechoso.
Se recuperaron del tren en la escena varios artículos, incluida una pistola Glock de 9 milímetros, tres cargadores de municiones, una tarjeta de crédito a nombre de Frank R. James y una llave de una camioneta U-Haul. También se recuperaron de la escena dos granadas de humo sin detonar, gasolina, una variedad de fuegos artificiales (incluido una granada de humo) y un hacha.
Durante la tarde del 13 de abril, el día después del ataque, un video de vigilancia mostró a James entrando al subterráneo en la estación Kings Highway en la línea Sea Beach, servida por el tren N.